# Pseudibis papillosa
L'ibis nero (Pseudibis papillosa (Temminck, 1824)) è una specie di ibis diffusa nelle pianure del subcontinente indiano. Diversamente dagli altri ibis della regione, la sua presenza non è strettamente correlata all'acqua ed è spesso possibile trovarlo nelle campagne inaridite anche a diversa distanza dall'acqua. Di solito vive in gruppi poco coesi e si può riconoscere dal piumaggio quasi interamente scuro con una macchia bianca sulle spalle e la testa scura e glabra con un'area di pelle verrucosa color rosso cremisi sul vertice e sulla nuca. Emette un forte richiamo ed è particolarmente rumoroso durante la stagione degli amori. Generalmente edifica il nido sulla sommità di un grosso albero o di una palma.

## Tassonomia
La specie ricevette per la prima volta il suo nome scientifico da Temminck nel 1824. Lo zoologo tedesco la collocò nel genere Ibis, ma in seguito venne attribuita al genere Inocotis creato da Reichenbach, classificazione seguita anche da importanti opere quali Fauna of British India, ma in seguito, sulla base del principio di priorità, ha prevalso il genere Pseudibis introdotto da Hodgson. Per diversi anni, dal 1970 fino a poco tempo fa, l'ibis spalle bianche è stato considerato una sottospecie dell'ibis nero con il nome P. papillosa davisoni, ma attualmente viene trattato come una specie separata, sebbene strettamente imparentata. La principale differenza morfologica tra i due riguarda la colorazione del vertice e della parte superiore del collo: gli esemplari adulti di P. papillosa presentano una caratteristica area rosso brillante al centro della corona che si allarga sulla parte posteriore, mentre quelli di P. davisoni presentano un'area glabra di colore celeste sulla parte posteriore del vertice che si estende fino alla nuca, formando un collare completo attorno alla parte superiore del collo.

## Descrizione

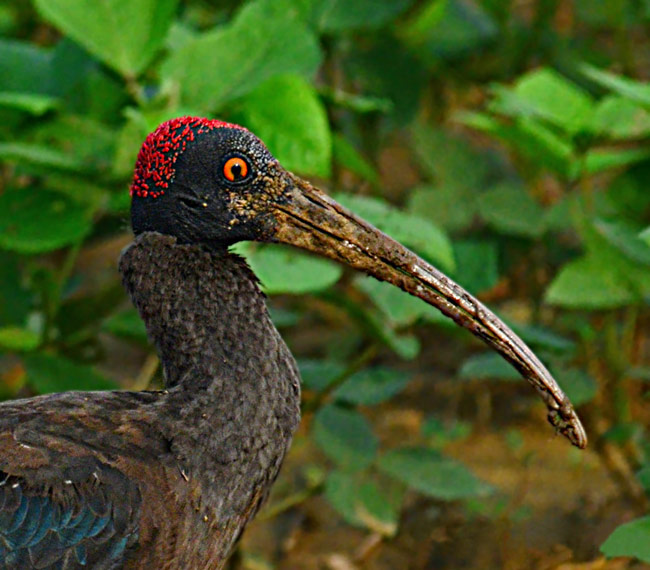
Primo piano della testa di un subadulto: sono ben visibili le papille rosse cui la specie deve l'appellativo specifico.

L'ibis nero è un grosso uccello nero con zampe lunghe e un lungo becco curvato all'ingiù. Le remiganti e la coda sono nere con riflessi blu-verdastri, mentre il collo e il corpo sono marroni e privi di riflessi. Ne ravvivano l'aspetto una macchia bianca sulle spalle e la parte superiore della testa priva di piume, ricoperta da un'area di pelle verrucosa color rosso vivo. Questa zona, che precisamente sarebbe una caruncola, è di forma triangolare con l'apice sul vertice e la base dietro la nuca, ed è presente solo negli esemplari adulti. L'iride è rosso-arancio. I sessi sono identici e i giovani hanno una colorazione più marrone e inizialmente sono privi dell'area nuda su testa e vertice. Becco e zampe sono grigi, ma diventano rossastri durante la stagione riproduttiva. Le dita presentano una membrana sfrangiata e sono leggermente palmate alla base.
Di solito questi uccelli sono silenziosi, ma all'alba e al tramonto, con maggior frequenza durante la nidificazione, lasciano udire il loro richiamo, una serie di forti suoni stridenti simili al ragliare di un asino che decrescono di volume.
Questa specie può essere confusa con il mignattaio se vista da lontano, ma quest'ultimo è più piccolo, più gregario, associato alle zone umide e privo di bianco sulle ali e ha la testa interamente rivestita di piume.

## Distribuzione e habitat
L'ibis nero è ampiamente distribuito nelle pianure del subcontinente indiano, in corrispondenza di laghi, paludi, letti di fiumi e terreni agricoli irrigati. Specie gregaria, generalmente va in cerca di cibo in piccoli gruppi ai margini delle zone umide. È un residente stanziale piuttosto comune negli stati di Haryana e Punjab e nella piana gangetica. Il suo areale si estende fino all'India meridionale, ma è assente dalle regioni forestali e dalle zone aride dell'estremità sud-orientale della penisola, nonché dallo Sri Lanka.
L'ibis nero è una specie diurna che dedica le ore del giorno alla ricerca del cibo e ad altri tipi di attività, e trascorre la notte in posatoi comunitari sugli alberi o su isole fluviali.

## Biologia

### Alimentazione

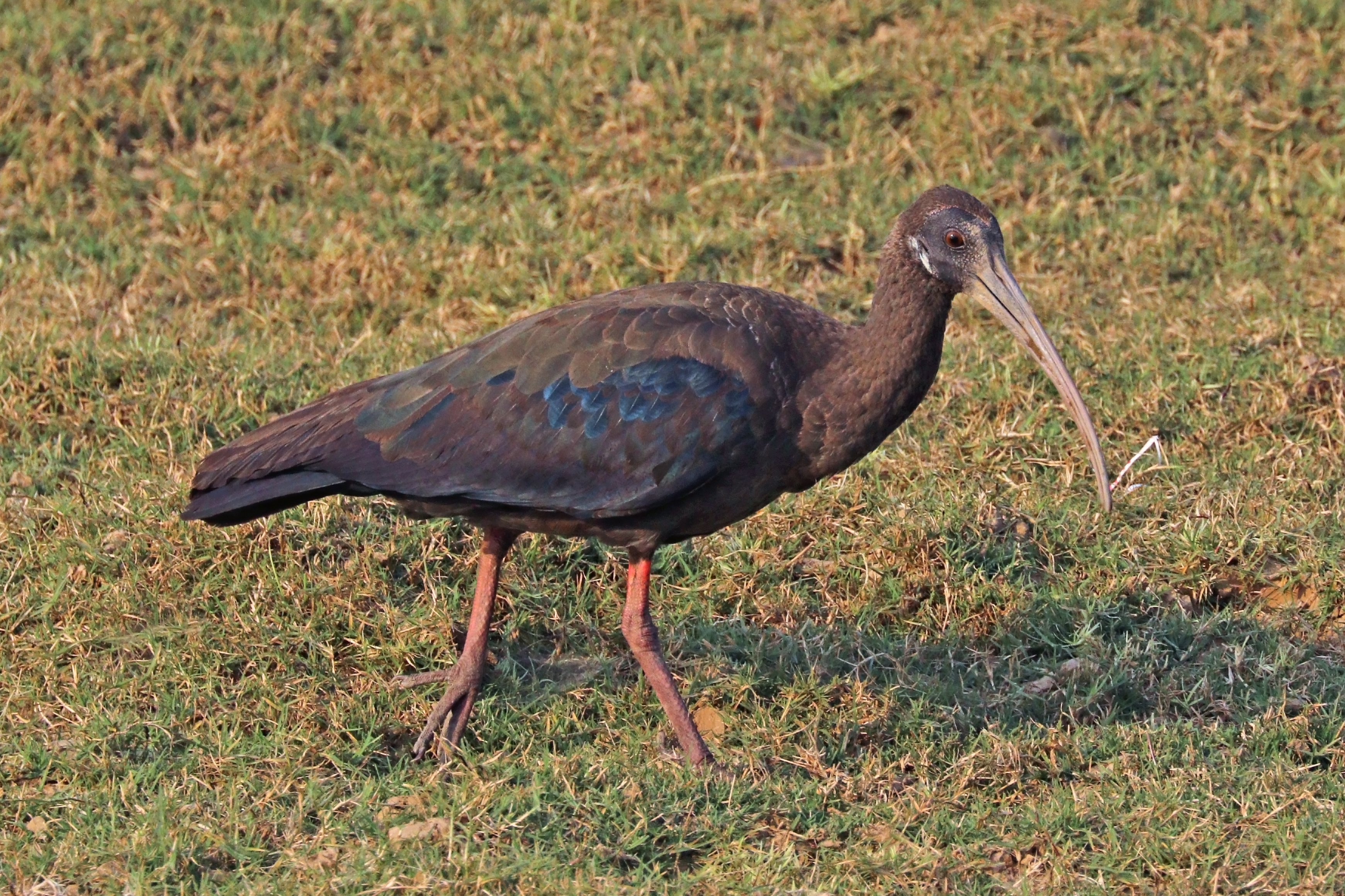
Un esemplare immaturo.

Gli ibis neri sono onnivori e si nutrono di carogne, insetti, rane e altri piccoli vertebrati, oltre che di cereali. Si alimentano principalmente in terreni aperti e asciutti e in campi di stoppie, a volte unendosi a garzette e altri uccelli sui terreni arati da poco per nutrirsi degli insetti che vengono disturbati e delle larve di coleottero esposte dall'aratro. Perlustrano il terreno camminando e, come gli altri ibis che localizzano la preda grazie al tatto, sondano con il becco il terreno soffice. Si spingono nell'acqua solo di rado, ma sono stati visti andare in cerca delle rane nascoste nelle tane dei granchi. A volte vanno in cerca di cibo nelle discariche. Durante i periodi di siccità si nutrono di carogne e delle larve degli insetti che si cibano di carne. Mangiano anche arachidi e altre piante coltivate. Nell'India britannica, i coltivatori di indaco li consideravano utili poiché sembra che consumassero un gran numero di grilli nei campi.
Gli ibis utilizzano dormitori comunitari e si dirigono verso i posatoi usati regolarmente volando in formazioni a «V».

### Riproduzione
Gli ibis neri di solito nidificano individualmente, non in garzaie con specie miste. Solo molto di rado formano piccole colonie costituite da 3-5 coppie che nidificano sullo stesso albero. La stagione riproduttiva è variabile, ma generalmente ricade tra marzo e ottobre e tende a precedere i monsoni. Durante il periodo in cui si formano le coppie, le femmine chiedono cibo ai maschi nei terreni di foraggiamento. I maschi lanciano anche dei richiami simili a squilli di tromba dal sito di nidificazione. I nidi sono per lo più delle grosse piattaforme di ramoscelli di 35-60 centimetri di diametro e circa 10-15 centimetri di profondità. Vengono utilizzati anche i nidi più vecchi, così come quelli abbandonati da nibbi e avvoltoi. I nidi vengono a malapena rivestiti con un po' di paglia e nuovo materiale viene aggiunto al nido anche durante l'incubazione delle uova. I nidi si trovano solitamente a un'altezza di 6-12 metri dal suolo, au alberi di baniano (Ficus benghalensis) o di fico delle pagode (Ficus religiosa), spesso in prossimità delle abitazioni. Negli ultimi anni, nel Gujarat, gli ibis hanno anche iniziato a fare il nido sui tralicci delle linee elettriche. La copula ha luogo principalmente sui rami degli alberi. Le 2-4 uova per covata sono di colore verde-bluastro chiaro con chiazze rossicce. Sia il maschio che la femmina si dedicano alla cova delle uova, che si schiudono dopo 33 giorni.

## Parassiti
Nell'intestino tenue della specie è stato identificato il nematode Belanisakis ibidis, mentre le piume ospitano una specie specifica di pidocchio, Ibdidoecus dennelli. Patagifer chandrapuri, un verme piatto dei digenei, è stato rinvenuto nell'intestino di esemplari provenienti da Allahabad. A partire da un esemplare in cattività, invece, è stato descritto il trematode Diplostomum ardeiformium. Tra i protisti parassiti, figurano organismi simili a Eimeria.

## Rapporti con l'uomo

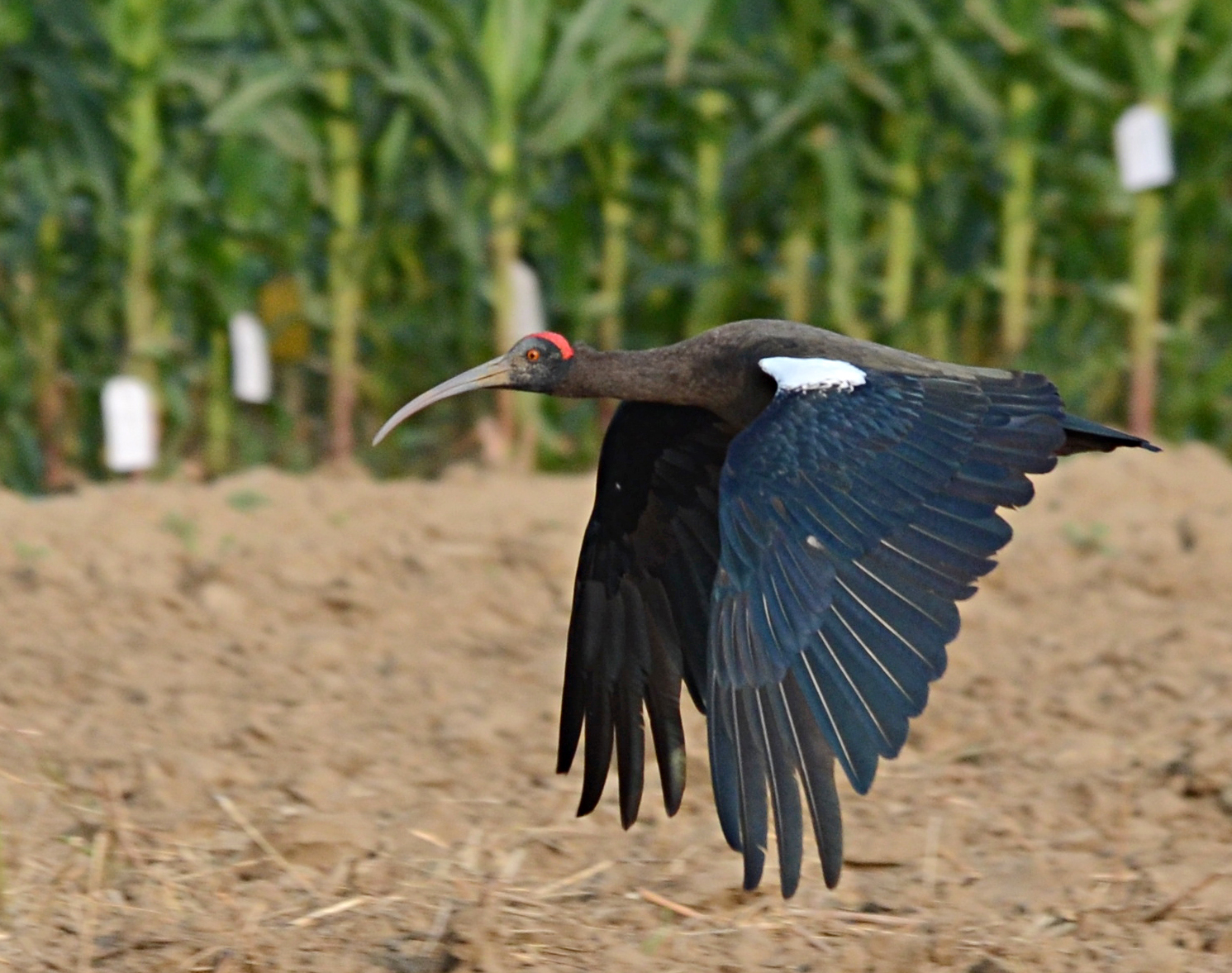
Un adulto in volo.

Nella letteratura Sangam in lingua tamil viene citato un uccello chiamato anril dal caratteristico becco ricurvo che lancia i suoi richiami dalla cima delle palme di Palmira (Borassus flabellifer). Madhaviah Krishnan identificò correttamente tale animale come un ibis nero, escludendo le ipotesi di altri studiosi contemporanei che vedevano in esso una gru antigone; per giungere a tale conclusione, basò la sua identificazione su una strofa dove si fa riferimento al ritorno degli anril al tramonto e ai richiami lanciati dall'alto delle palme di Palmira. Indicando gli ibis ai locali, il naturalista scoprì anche che alcuni di essi si riferivano ad esso chiamandolo proprio anril. I poemi Sangam indicano anche che questi uccelli si accoppiano per la vita e camminano sempre in coppia, motivo che spinse altri studiosi a riconoscervi una gru antigone, una specie che però non si trova nell'India meridionale.
Nell'antica letteratura in sanscrito è stato trovato un certo numero di nomi riferibili a questa specie, tra cui kālakaṇṭak. Jerdon annotò che essa era nota con i nomi locali karankal e nella kankanam in telegu e buza o kālā buza in hindi.
Nell'India britannica, i cacciatori sportivi erano soliti indicare questa specie come king curlew («chiurlo reale»), king ibis («ibis reale») o black curlew («chiurlo nero») e la consideravano una preda prelibata, oltre che un ottimo bersaglio per i falconieri, che le davano la caccia con i falchi shaheen (la sottospecie locale di falco pellegrino, Falco peregrinus peregrinator). Gli ibis cercavano di sfuggire ai falchi sia correndo sul terreno che alzandosi in volo.

## Conservazione
La specie è diminuita fortemente in Pakistan a causa della caccia e della perdita dell'habitat, ma è ancora molto comune in India, dove viene tradizionalmente tollerata dai contadini.
Nonostante non corra pericolo di estinguersi, alcuni zoo, tra cui quelli di Francoforte e di Singapore (Jurong Park), sono riusciti ad allevare con successo la specie in cattività. Un esemplare è vissuto in cattività allo zoo di Berlino per 30 anni.